# Omomyia hirsuta
Omomyia hirsuta är en tvåvingeart som beskrevs av Daniel William Coquillett 1907. Omomyia hirsuta ingår i släktet Omomyia och familjen Richardiidae.
Artens utbredningsområde är Kalifornien. Inga underarter finns listade i Catalogue of Life.